# Scott Bradley
Scott Bradley (ur. 26 listopada 1891 w Russellville, zm. 27 kwietnia 1977 w Chatsworth w Kalifornii) – amerykański kompozytor, pianista, dyrygent.
Komponował muzykę do wielu kreskówek produkcji Metro-Goldwyn-Mayer (MGM), a wśród nich do kreskówek Toma i Jerry’ego. Melodie miały charakter tła filmu, podkładu do ruchu postaci, a niekiedy wykorzystywano fragmenty utworów takich kompozytorów jak Fryderyk Chopin. MGM założyło własne studio kreskówek w 1937, Bradley został zatrudniony na stałe i pozostał z MGM do przejścia na emeryturę w 1957, kiedy to wytwórnia MGM zamknęła dział kreskówek.